# Stefania Carmine
Stefania Carmine (* 13. Dezember 1966 in Ponte Capriasca) ist eine ehemalige Schweizer Radrennfahrerin.
1982 wurde Stefania Carmine Schweizer Meisterin im Strassenrennen. 1982 und 1983 belegte sie jeweils Platz zwei bei der Schweizer Strassenmeisterschaft der Frauen, 1986 Platz drei. 1984 gewann sie das Hegibergrennen.